# Гайана на Паралимпийских играх
Гайана на Паралимпийских играх впервые приняла участие в 2020 году на летних Играх в Токио. На зимних Играх делегация Гайаны участия пока не принимала. Медалей на Играх спортсмены Гайаны пока не завоевали.